# Aechmea muricata
Aechmea muricata är en gräsväxtart som först beskrevs av Manoel Arruda da Cámara, och fick sitt nu gällande namn av Lyman Bradford Smith. Aechmea muricata ingår i släktet Aechmea och familjen Bromeliaceae. Inga underarter finns listade i Catalogue of Life.